# Hydrodessus brasiliensis
Hydrodessus brasiliensis är en skalbaggsart som först beskrevs av Guignot 1957.  Hydrodessus brasiliensis ingår i släktet Hydrodessus och familjen dykare. Inga underarter finns listade i Catalogue of Life.